# CS Universitatea Cluj-Napoca (baschet feminin)
CS Universitatea Cluj-Napoca este o echipă profesionistă feminină de baschet din Cluj-Napoca, România care evoluează în Liga Națională.

## Istorie
Universitatea Cluj-Napoca este cel mai vechi și cel mai de succes club din Liga Națională. Înființat în 1947, la Cluj-Napoca, clubul a câștigat de 14 ori campionatul României.

### Primul titlu al clubului polisportiv
Sub conducere antrenorului Alexandru Șerban, care a transferat la “Știința” Cluj o serie de jucătoare, echipa de fete s-a calificat, în anul 1953, la turneul final al campionatului republican, care s-a desfășurat la Oradea, între 4-11 octombrie, în aer liber. Cele 10 echipe calificate din întreaga țară au fost împărțite în două grupe, urmând ca primele două clasate din fiecare grupă, să dispute turneul final. Cu un coșaveraj mai bun, “Știința” Cluj reușește acest lucru, în dauna echipelor “Constructorul” București, “Flamura Roșie” Oradea și ICF București. Totuși, echipa pornea ca outsideră în finală, participând, pentru prima dată, la un turneu final, având în față echipe consacrate, ca ICO Oradea, favorita finalei, cu cinci jucătoare în lotul național, ICF București, tot cu cinci sportive în lot, avându-l antrenor pe regretatul profesor Leon Teodorescu și “Locomotiva” CFR București, cu trei fete în lot.
În primul joc din finala, echipa clujeană pierde la ICF București cu patru puncte (34-38), iar a doua zi învinge pe “Locomotiva CFR” București cu cinci puncte (42-37).Asadar, finala cu ICO Oradea, care venea cu cinci puncte pozitive, față de un punct al echipei clujene. Toată lumea, specialiști, organizatori și public, erau convinși că titlul va fi câștigat fără doar și poate de către ICO, mai ales că juca și acasă, obișnuită cu terenul și cu panourile. Dar s-a produs lovitura de teatru: răsturnând toate calculele, sportivele clujene au dat o ripostă dârză adversarelor, le-au surprins cu o apărare agresivă - om la om pe tot terenul, așa numitul presing, aplicat pentru prima oară pe un teren de baschet în țara noastră. Această apărare a dereglat tot sistemul de atac și apărare al adversarelor, le-a sufocat, le-a făcut să comită multe faultări, singura posibilitate de a opri contraatacurile noastre, pornind din intercepții și faultări fructificate de fiecare dată. Neținând cont de atitudinea nedisciplinată a publicului din Oradea, care a venit să sărbătorească victoria echipei lor, echipa clujeană a dominat întâlnirea  cap-coadă și a câștigat cu un scor categoric de 40-28.
Sa reamintim numele realizatoarelor acestor victorii de excepție – primul titlu național pe echipe adus de “Știința” Cluj și orașului Cluj: Cristea Margareta și Cristea Elisabeta, Susana Șerban, Elza Gruber Sebestyén, Marta Papp, Ana Albu, Ileana Vinceller Rostaș, Frida Halmágyi, Georgeta Moldovan, Ana Berezky, Eva Kiss, antrenor Alexandru Șerban, care la vârsta de numai 30 de ani- performanță neegalată până atunci- reușește cu echipa această unică performanță.

### Al doilea titlu și un record national
În anul 1954, echipa de fete “Știința” Cluj a repetat isprava din anul anterior, câștigând un campionat național, disputat pentru prima oară în sistem tur-retur, fără nicio înfrângere – 18 partide , stabilind un record neegalat până în prezent.

## Palmares
| Competiții naționale | Competiții internaționale |
| Liga Națională Campioane (14): 1952–53, 1953–54, 1980–81, 1981–82, 1983–84, 1984–85, 1985–86, 1986–87, 1987–88, 1988–89, 1989–90, 1990–91, 1991–92, 1992–93 Vicecampioane (6): 1962, 1993/1994, 1994/1995, 1995/1996, 2002/2003, 2016/2017, Locul 3 (3): 1966/1967, 1967/1968, 2003/2004 Cupa României Finaliste (1): | Cupa Campionilor Europeni - Sferturi (2): 1985-1986, 1986-1987 Cupa Liliana Ronchetti - Turul 4 (1): 1982-1983 FIBA Europe Cup - Grupe (1): 2004-2005 |

## Universitatea Cluj în cupele europene
| Cupa Campionilor Europeni 1981-1982 |                                           |                                    |
| Turul 1                             |                                           |                                    |
| Universitatea Cluj                  | 108-26                                    | Sporting Atena                     |
| Sporting Atena                      | 49-84                                     | Universitatea Cluj                 |
| Turul 2                             |                                           |                                    |
| Southgate Technical College Londra  | 77-83                                     | Universitatea Cluj                 |
| Universitatea Cluj                  | 107-69                                    | Southgate Technical College Londra |
| Grupa A                             |                                           |                                    |
| 1                                   | Serbia                                    | Steaua Roșie Belgrad               |
| 2                                   | Bulgaria                                  | Minior Pernik                      |
| 3                                   | Italia                                    | Ceramica Treviso                   |
| 4                                   | logo                                      | Universitatea Cluj                 |
| Cupa Liliana Ronchetti 1982-1983    |                                           |                                    |
| Turul 1                             |                                           |                                    |
| Universitatea Cluj                  | -                                         | Minior Pernik                      |
| Turul 2                             |                                           |                                    |
| Universitatea Cluj                  | -                                         | Ceramica Pegnosin Treviso          |
| Turul 3                             |                                           |                                    |
| Unimato Cesena                      | -                                         | Știința Cluj                       |
| Turul 4                             |                                           |                                    |
| Stade Francais Paris                | -                                         | Știința Cluj                       |
| Cupa Liliana Ronchetti 1983-1984    |                                           |                                    |
| Turul 1                             |                                           |                                    |
| Universitatea Cluj                  | -                                         | Partizan Belgrad                   |
| Turul 2                             |                                           |                                    |
| Universitatea Cluj                  | -                                         | Levski Spartak Sofia               |
| Turul 3                             |                                           |                                    |
| Universitatea Cluj                  | -                                         | Primigi Vicenza                    |
| Turul 4                             |                                           |                                    |
| Steaua Roșie Belgrad                | -                                         | Știința Cluj                       |
| Cupa Campionilor Europeni 1984-1985 |                                           |                                    |
| Turul 1                             |                                           |                                    |
| CS U Cluj                           | 73-43                                     | Beșiktas Istanbul                  |
| Beșiktas Istanbul                   | 48-78                                     | CS U Cluj                          |
| Turul 2                             |                                           |                                    |
| Știința Cluj                        | 82-73                                     | Stade Francais Paris               |
| Stade Francais Paris                | 77-58                                     | Știința Cluj                       |
| Cupa Campionilor Europeni 1985-1986 |                                           |                                    |
| Turul 1 (preliminar)                |                                           |                                    |
| Universitatea Cluj                  | 87-63                                     | Elizur Tel Aviv                    |
| Elizur Tel Aviv                     | 69-90                                     | Universitatea Cluj                 |
| Turul 2 (Șaisprezecimi)             |                                           |                                    |
| Tungsram Budapesta                  | 84-66                                     | Universitatea Cluj                 |
| Universitatea Cluj                  | 86-61                                     | Tungsram Budapesta                 |
| Sferturi - Grupa A                  |                                           |                                    |
| 1                                   | Italia                                    | Primigi Vicenza                    |
| 2                                   | Bulgaria                                  | Levski Spartak Sofia               |
| 3                                   | logo                                      | Universitatea Cluj                 |
| 4                                   | Serbia                                    | Partizan Belgrad                   |
| Cupa Campionilor Europeni 1986-1987 |                                           |                                    |
| Turul 1 (preliminar)                |                                           |                                    |
| Universitatea Cluj                  | 92-59                                     | Maden Tetkik Ankara                |
| Maden Tetkik Ankara                 | 44-75                                     | Universitatea Cluj                 |
| Turul 2 (Șaisprezecimi)             |                                           |                                    |
| Lodski KS Lodz                      | 112-79                                    | Universitatea Cluj                 |
| Universitatea Cluj                  | 109-71                                    | Lodski KS Lodz                     |
| Sferturi - Grupa A                  |                                           |                                    |
| 1                                   | Italia                                    | Primigi Vicenza                    |
| 2                                   | Uniunea Republicilor Sovietice Socialiste | Dinamo Novosibirsk                 |
| 3                                   | logo                                      | Universitatea Cluj                 |
| 4                                   | Serbia                                    | Partizan Belgrad                   |

## Recorduri
- Cel mai tânăr antrenor care a câștigat titlul național - Alexandru Șerban (30 de ani)
- Singura echipă din România care a câștigat titlu fără înfrângere - 18 victorii consecutive.

## Antrenori
- Adalbert Kovács (1947-1950)
- Francisc Barabaș (1951-1952)
- Alexandru Șerban (1953-1955)
- Iuliu Mike (1956-1959)
- Vasile Geleriu (1959-1962)
- Nicolae Martin (1972-1992)
- Horia Pop (1992-1996)
- Elena Popescu (1996-1999)
- Magdalena Pall-Jerebie (1999-2005)

## Legături externe
- Website oficial
- frbaschet.ro  Arhivat în 23 martie 2019, la Wayback Machine.